# Moord in het modehuis
Moord in het modehuis is een Nederlandse zwart-witfilm uit 1943 met geluid. De film is gebaseerd op een van de Dick Bos-verhalen van Alfred Mazure, die de film schreef, produceerde, erin acteerde en deels regisseerde. De film werd tijdens de Tweede Wereldoorlog op illegale manier gemaakt, dus zonder filmkeuring en andere regels. Het zou de laatste en de langste zijn uit de serie Dick Bos-films, die echter nooit erkend werden door de Nederlandse filmwereld. De film heeft als alternatieve titel: Ten Hoogste Negen Jaren.
De film was al klaar in 1943 en de Nederlandse bioscoopexploitanten stonden te springen om de film van Mazure te vertonen, omdat het aantal films dat werd uitgebracht, gering was. Mazure vond zelf echter dat het de film geen recht deed deze tijdens de oorlog te vertonen. Na de oorlog bood Mazure alsnog zijn film aan, maar het grote publiek bleef weg.

## Verhaal
Dick Bos moet een van de vier moorden oplossen die gepleegd zijn in een modehuis in Den Haag. Als een hoop verdachten de revue passeren, wordt Bos zelf ook verdacht. In de tussenliggende tijd vallen er meer slachtoffers, verdwijnen er parels en verschijnen er telkens twee personen ten tonele na een moord. Toch weet Bos na veel omzwervingen de dader, genaamd Nemesis, te vinden en na een val hem op te pakken.

## Rolverdeling
| Acteur                    | Personage  |
| ------------------------- | ---------- |
| Maurice van Nieuwenhuizen | Dick Bos   |
| Adolphe Engers            | Keukenchef |
| Alfred Mazure             |            |
| George Mazure             |            |
| Piet Leenhouls            | Nemesis    |
| Mia Bolleurs              |            |
| Piet van der Ham          |            |

## Trivia
- De camera en geluidsopnamens werden verzorgd door Dots Dresselhuys, een neef van Mary Dresselhuys.
- De film werd op semi-amateuristische wijze gemaakt.
- De opnamen werden in Haags Modehuis Lampe aan de Spuistraat 8 gemaakt.